# موراي بورنشتاين
موراي بورنشتاين (بالإنجليزية: Murray Bornstein)‏ هو عالم أعصاب أمريكي، ولد في 22 نوفمبر 1917، وتوفي في 31 أغسطس 1995.